# Парламентские выборы в Ливане (1927)
Парламентские выборы в Ливане 1927 года были первыми парламентскими выборами в стране. Проходили в условиях французского мандата, в соответствии с конституцией Ливана 1926 года. Парламент Ливана, состоявший из 46 депутатов, формировался в 1927 году следующим образом: 30 депутатов из состава ранее избранного Консультативного Совета и 16 вновь избранных депутатов.

## Результаты выборов

### Избранные депутаты
| Провинция      | Этноконфессиональная группа | Избранные депутаты      |
| -------------- | --------------------------- | ----------------------- |
| Бейрут         | Греки-католики              | Салим Наджар            |
| Бейрут         | Православные греки          | Нахлех Твейни           |
| Бейрут         | Марониты                    | Эмиль Эдде              |
| Бейрут         | Марониты                    | Альберт Кашух           |
| Бейрут         | Меньшинства                 | Айюб Табет              |
| Бейрут         | Сунниты                     | Абдалла Бейхум          |
| Бейрут         | Сунниты                     | шейх Мохаммад аль-Касти |
| Горный Ливан   | Друзы                       | Сами Арслан             |
| Горный Ливан   | Марониты                    | Хабиб Паша эс-Саад      |
| Горный Ливан   | Марониты                    | Бишара эль-Хури         |
| Горный Ливан   | Шииты                       | Ахмад аль-Хусейни       |
| Северный Ливан | Православные греки          | Джубран Наххаз          |
| Северный Ливан | Марониты                    | Юсеф Эсфан              |
| Южный Ливан    | Шииты                       | Фади аль-Фади           |
| Южный Ливан    | Шииты                       | Хуссейн аль-Зейн        |
| Триполи        | Сунниты                     | шейх Мохаммад аль-Джизр |